# Synagoga v Čáslavi
Synagoga byla postavena v maurském slohu ve městě Čáslav severně od náměstí Jana Žižky z Trocnova v Masarykově ulici, kde stojí dodnes jako čp. 111.
Dostavěna byla roku 1899 podle plánů, jež vypracoval architekt Wilhelm Stiassny. Je chráněna jako kulturní památka České republiky.
Jde o dvoupatrovou budovu s mohutným obloukem ve střední části fasády, v jehož středu se nachází rozeta s Davidovou hvězdou, oblouky doplňují také okna a vstupní portál. Nad rohy přední části objektu bývaly věžičky, které však stejně jako Davidova hvězda v čelním oblouku podlehly nacistické devastaci a nikdy nebyly obnoveny. Budova má mj. dochovaný dřevěný strop a ženskou galerii.
Za vstupní částí vpravo začínají schody vedoucí právě do ženské galerie původně s 90 místy. Celkově zde bývalo 250 míst k sezení. Patnáct let po válce byla synagoga využívána jako sklad, od roku 1970 pak sloužila potřebám Městského muzea, přičemž místo s Davidovou hvězdou nahradil městský znak.
Majitelem čáslavské synagogy se roku 1994 stala židovská obec v Praze. Roku 2008 pak s podporou města Čáslav proběhla oprava fasády objektu a do největšího oblouku bylo vráceno okno s Davidovou hvězdou.
Následně si synagogu na 25 let pronajala Nadace Dagmar Lieblové, kterou vede syn Martin Liebl. Dala kompletně opravit interiéry synagogy. 
Ve městě se také nachází židovský hřbitov.